# 이시다테 다이치
이시다테 다이치(일본어: 石立太一, 1979년 12월 20일 ~ )는 일본의 애니메이션 감독이자 애니메이션 출연가, 애니메이터 등이다. 현재의 소속은 교토 애니메이션에 소속되어 있다. 그러나 입사하고 난 직후였던 2003년 당시 키디 그레이드 제17화 Phantasm/Reborn -신생-의 첫번째 원화에 참여한 것으로 드러나고 있다.

## 같이 보기
- 교토 애니메이션